# Liolaemus griseus
Liolaemus griseus är en ödleart som beskrevs av  Laurent 1984. Liolaemus griseus ingår i släktet Liolaemus och familjen Tropiduridae. Inga underarter finns listade i Catalogue of Life.